# Часовня посольства Италии в Кабуле
Часовня Богоматери Божьего Провидения в Кабуле или Часовня посольства Италии в Кабуле — религиозное сооружение, относящееся к католической церкви и находившееся на улице Великого Масуда, в городе Кабуле, столице Афганистана.
Часовня следовала латинскому обряду и зависела от миссии sui juris в Афганистане (Missio sui iuris Afghanistaniensis), созданной Папой Иоанном Павлом II в 2002 году. Часовня была утверждена в 1933 году и пережила войны, потрясения и время первого правительства талибов благодаря защите, обеспечиваемой посольством Италии. Приход был заброшен после наступления талибов в 2021 году.
С 2003 по 2014 год он находился под пастырской ответственностью итальянского священника отца Джузеппе Моретти и отца Джованни Скалезе с 2014 по 2021 год. Нынешнее здание было построено в 1921 году, когда Италия и Афганистан установили дипломатические отношения. Оно было завершено в 1960 году. Большинство христианских символов были ограничены, на входе разрешался только небольшой крест.